# Srđa Božović
Srđa Božović, cyr. Срђа Божовић (ur. 26 marca 1955 w Titogradzie) – czarnogórski polityk, prawnik i nauczyciel akademicki, burmistrz Podgoricy, parlamentarzysta czarnogórski i jugosłowiański.

## Życiorys
W 1977 ukończył studia prawnicze na Uniwersytecie Czarnogóry. Magisterium z nauk społecznych i ekonomicznych uzyskał w 1983 na Uniwersytecie w Belgradzie. Doktoryzował się w zakresie prawa w 2008 na Uniwersytecie Megatrend w Belgradzie.
W 1978 został nauczycielem akademickim na macierzystej uczelni. W latach 1985–1986 pełnił funkcję prodziekana wydziału prawa Uniwersytetu Czarnogóry. Następnie do 1990 wchodził w skład władz miejskich Titogradu, odpowiadając w nich za sprawy finansów. Później do 1993 był burmistrzem czarnogórskiej stolicy.
Po przemianach politycznych z początku lat 90. należał do postkomunistycznej Demokratycznej Partii Socjalistów Czarnogóry, później przeszedł do proserbskiej Socjalistycznej Partii Ludowej Czarnogóry. W 1990 po raz pierwszy zasiadł w czarnogórskim parlamencie, uzyskiwał reelekcję w kolejnych wyborach do 2006 włącznie. W latach 1993–1996 pełnił funkcję wiceprzewodniczącego Zgromadzenia Czarnogóry. Od 1992 do 2003 był członkiem parlamentu Federalnej Republiki Jugosławii. W latach 1996–2003 przewodniczył jego izbie wyższej. Od czerwca do lipca 1997 pełnił obowiązki prezydenta federacji.
W 2008 powrócił do pracy naukowej, m.in. na Univerzitet Mediteran w Podgoricy, na którym doszedł do stanowiska profesora. W 2020 został dziekanem wydziału prawa tej uczelni. W latach 2010–2018 wchodził w skład rady banku centralnego Czarnogóry.